# إغير نتمدروست (آيت أمديس الجنوبية)
إغير نتمدروست هو دُوَّار يقع بجماعة آيت أومديس، إقليم أزيلال، جهة بني ملال خنيفرة في المملكة المغربية. ينتمي الدوّار لمشيخة آيت أمديس الجنوبية التي تضم 32 دوار. يقدر عدد سكانه بـ 244 نسمة حسب الإحصاء الرسمي للسكان والسكنى لسنة 2004.

## روابط خارجية
- البوابة الوطنية للجماعات الترابية
- المندوبية السامية للتخطيط